# 牛環聖馬丁教堂
牛環聖馬丁教堂（英語：St Martin in the Bull Ring）是位於英格蘭伯明翰的一座英格蘭教會堂區教堂。這座教堂是伯明翰教區原始的堂區教堂，位於伯明翰最繁華的商業區牛環。牛環聖馬丁教堂是英國級保護建築，並且也是大教堂集團的成員之一。現在的教堂是一座維多利亞風格的建築。

## 外部連結
- Church of St Martin in the Bull Ring （页面存档备份，存于）
- Birmingham City Council page on the church （页面存档备份，存于）
- Bellringing at St Martin's in the Bull Ring （页面存档备份，存于）